# Tsubasa Kubo
Tsubasa Kubo (japanisch 久保 飛翔 Kubo Tsubasa; * 10. November 1993 in Matsuyama) ist ein ehemaliger japanischer Fußballspieler.

## Karriere
Kubo erlernte das Fußballspielen in der Schulmannschaft der Saibi High School und der Universitätsmannschaft der Keiō-Universität. Seinen ersten Vertrag unterschrieb er 2016 bei Fagiano Okayama. Der Verein spielte in der zweithöchsten Liga des Landes, der J2 League. Für den Verein absolvierte er drei Ligaspiele. Ende 2018 beendete er seine Karriere als Fußballspieler.